# دلمه

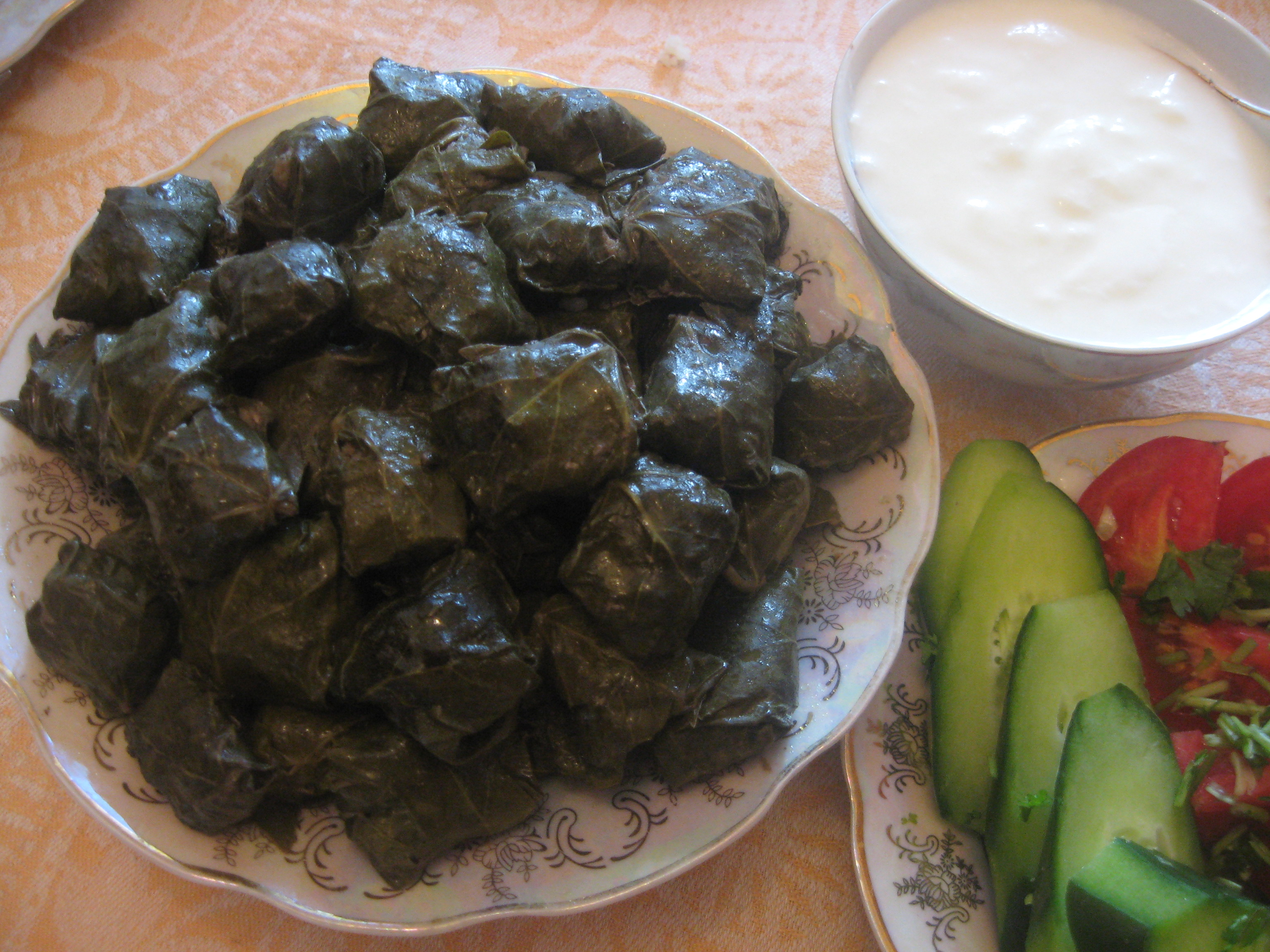

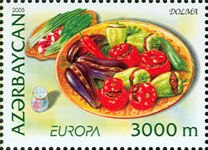
تصویر دلمه در تمبر جمهوری آذربایجان

دُلْمه خوراکی در خاورمیانه و مناطق اطراف آن مانند بالکان، قفقاز، روسیه و آسیای مرکزی است. دلمه کلمه‌ای ترکی به معنی «پُرشده» است. دلمه را می‌توان با برگ انگور (متداول‌ترین آن) فلفل دلمه، کدو، کاهو، کلم ، سیب زمینی ،  گوجه فرنگی و بادمجان درست کرد. در سال ۲۰۱۷ جمهوری آذربایجان دلمه را در فهرست میراث فرهنگی ناملموس یونسکو به ثبت رساند.

## مواد لازم
- گوشت چرخ کرده:۳۰۰ گرم
- سبزی: (پیازچه، گشنیز، شوید، تره، مرزه) ۵۰۰ گرم
- برگ مو: ۲۰۰ گرم (از گیاه‌های دیگر مانند برگ کلم یا از بادمجان، سیب زمینی، پیاز و گوجه فرنگی هم می‌شود استفاده کرد)

توجه داشته باشید که سبزی دلمه‌های مختلف یکسان نیست. برای دلمه کلم و دلمه بادمجان، کدو و فلفل دلمه‌ای از نعناع و جعفری استفاده کنید.
- برنج و لپه روی هم ۱ پیمانه
- ۲ تا ۳ لیوان آب
- ۲۵۰ گرم گردو

## طرز تهیه
- برنج و لپه را جداگانه جداگانه در آب بگزارید تا چند ساعت خیس بخورد.
- سبزی‌ها را باهم خرد می‌کنید.
- برگ مو را شسته و در صافی می‌گذارید.
- برنج و لپه خیس خورده را نیم کوب می‌کنید.
- گوشت و سبزی و برنج و لپه را نمک و فلفل زده و خوب مخلوط می‌کنید.
- مایه را کمی تفت می‌دهید تا رنگ گوشت قهوه‌ای شود.
- مقداری از مایه را بر روی هر برگ قرار می‌دهید و آن را مانند بقچه می‌پیچید.
- به دلخواه می‌توانید مقداری آبلیمو و شکر یا سرکه و شیره را با هم مخلوط کنید و پس از چیدن دلمه‌ها در قابلمه روی آن‌ها بریزید.
- در برخی روش‌ها از پیازداغ که با زردچوبه و زرشک یا ارده طعم‌دار شده هم استفاده می‌شود.

### ارزش غذایی
دلمه برگ مو جدا از موادی که درون برگ مو پیچیده می‌شود، ارزش غذایی دارد. آهن موجود در هر ۱۰۰ گرم از برگ‌های تازهٔ انگور هفت برابر مقدار آهنی است که در ۱۰۰ گرم میوه انگور وجود دارد.

## انواع دلمه

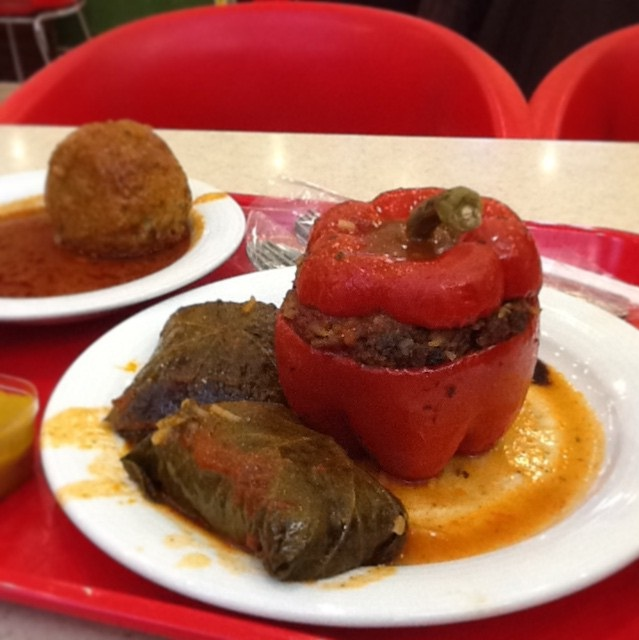
یک دلمه فلفل در کنار دو دلمه برگ مو.

- یک دلمه فلفل در کنار دو دلمه برگ مو.،
- دلمه برگ کلم
- دلمه برگ مو
- دلمه بادنجان
- دلمه گوجه فرنگی
- دلمه سیب زمینی
- دلمه کدو
- دلمه فلفل دلمه
- دلمه کاهو